# 普里尔山群
47°43′1″N 14°3′47″E / 47.71694°N 14.06306°E

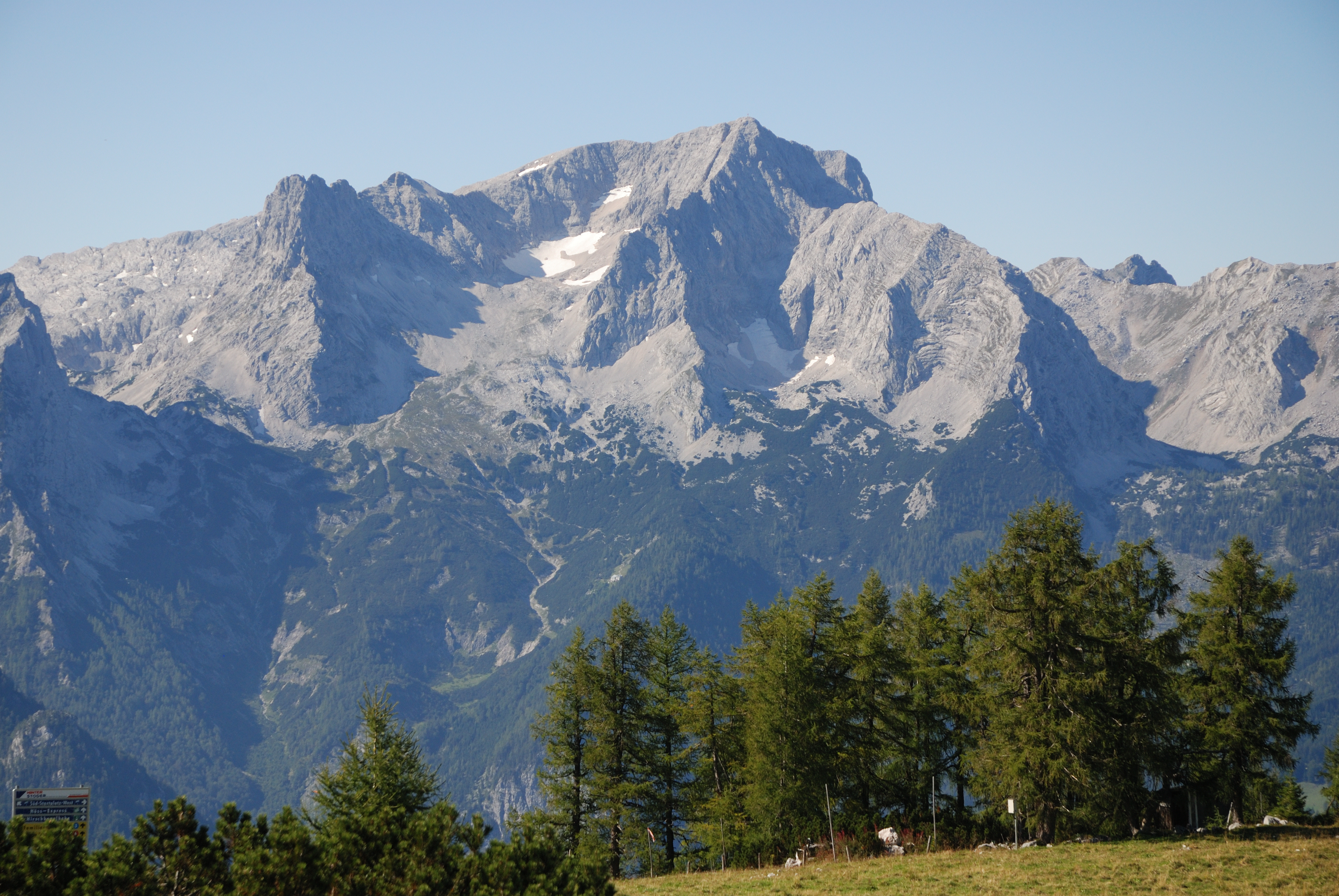

普里爾山脈（德語：Prielgruppe），是奧地利的山脈，位於該國北部，處於上奧地利州和施泰爾馬克州接壤的邊界，屬於托特斯山脈的一部分，最高點大普里爾峰海拔高度2,515米。